# 里港郵便局
里港郵便局為屏東縣里港鄉的歷史建築，其最初為台灣日治時期1938年興建於里港庄的三等郵便局，其在二戰後作為里港郵局至1979年。

## 介紹
里港郵便局於1938年落成，臨西側的大門入口設有柱廊，屋身樣式簡單，在屋頂下緣設有通氣口。其馬賽克瓷磚、門廊的弧形轉角、半圓形通氣口極具特色。而為了使民眾能夠在非開放時間內投遞信件，當時在木製大門的格扇玻璃窗戶上設有一小窗口，旁邊掛上夜間投遞的字樣。
此建築在郵局於1979年搬出後即閒置至今，為屏東地區少數自日治時期留存至今的郵便局建築，於2015年被登錄為屏東縣歷史建築。

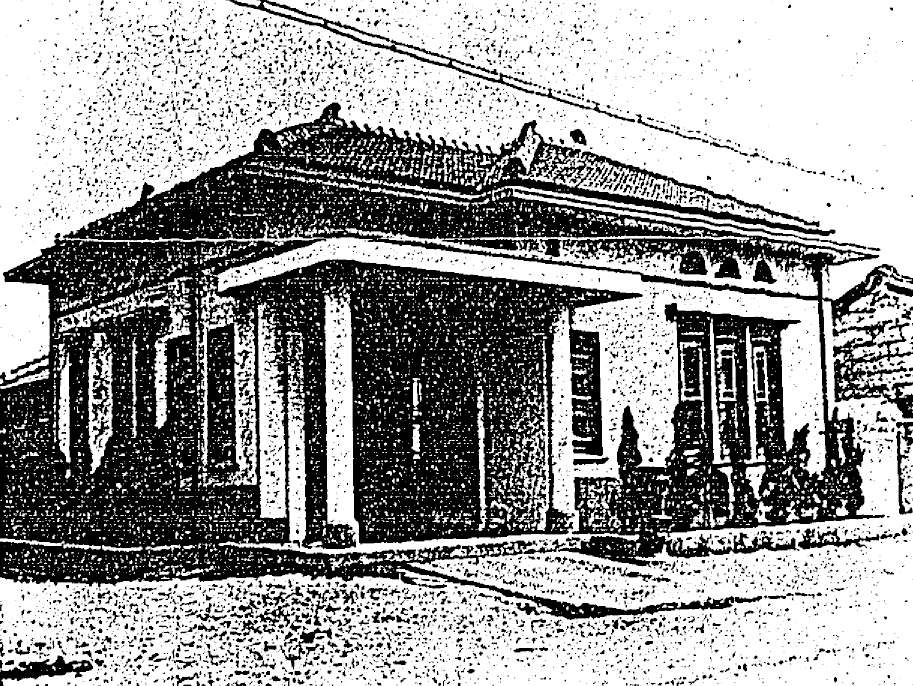
里港郵便局舊照